# Film pornographique
Pour un article plus général, voir Pornographie.

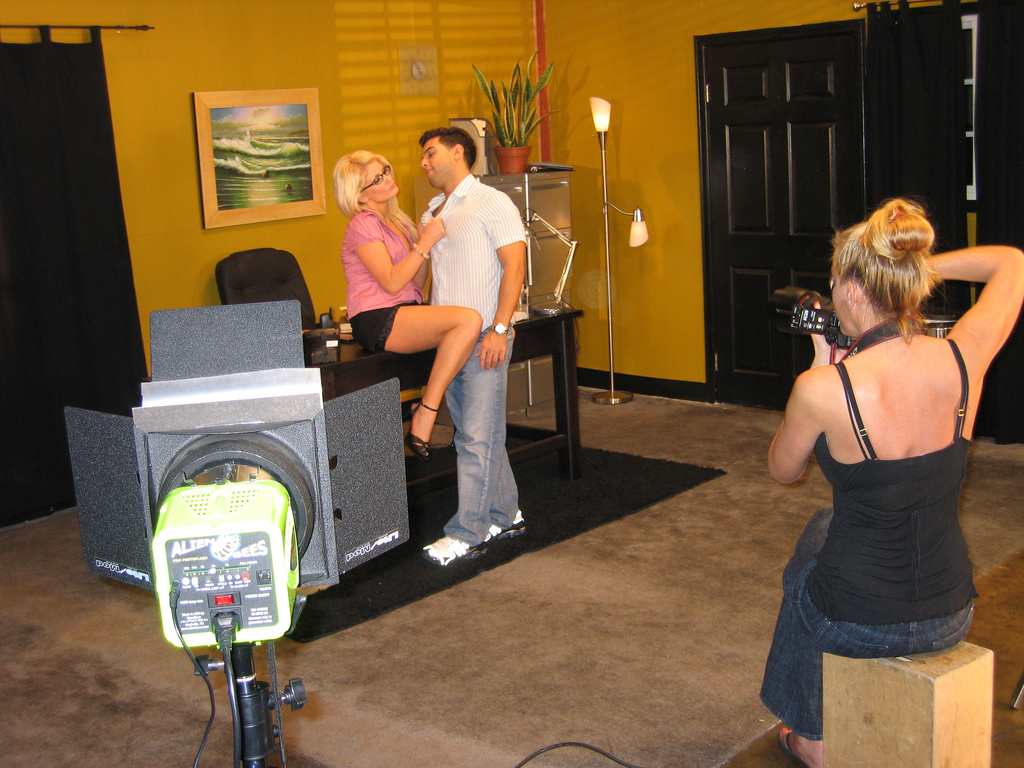
Tournage d'un film pornographique.

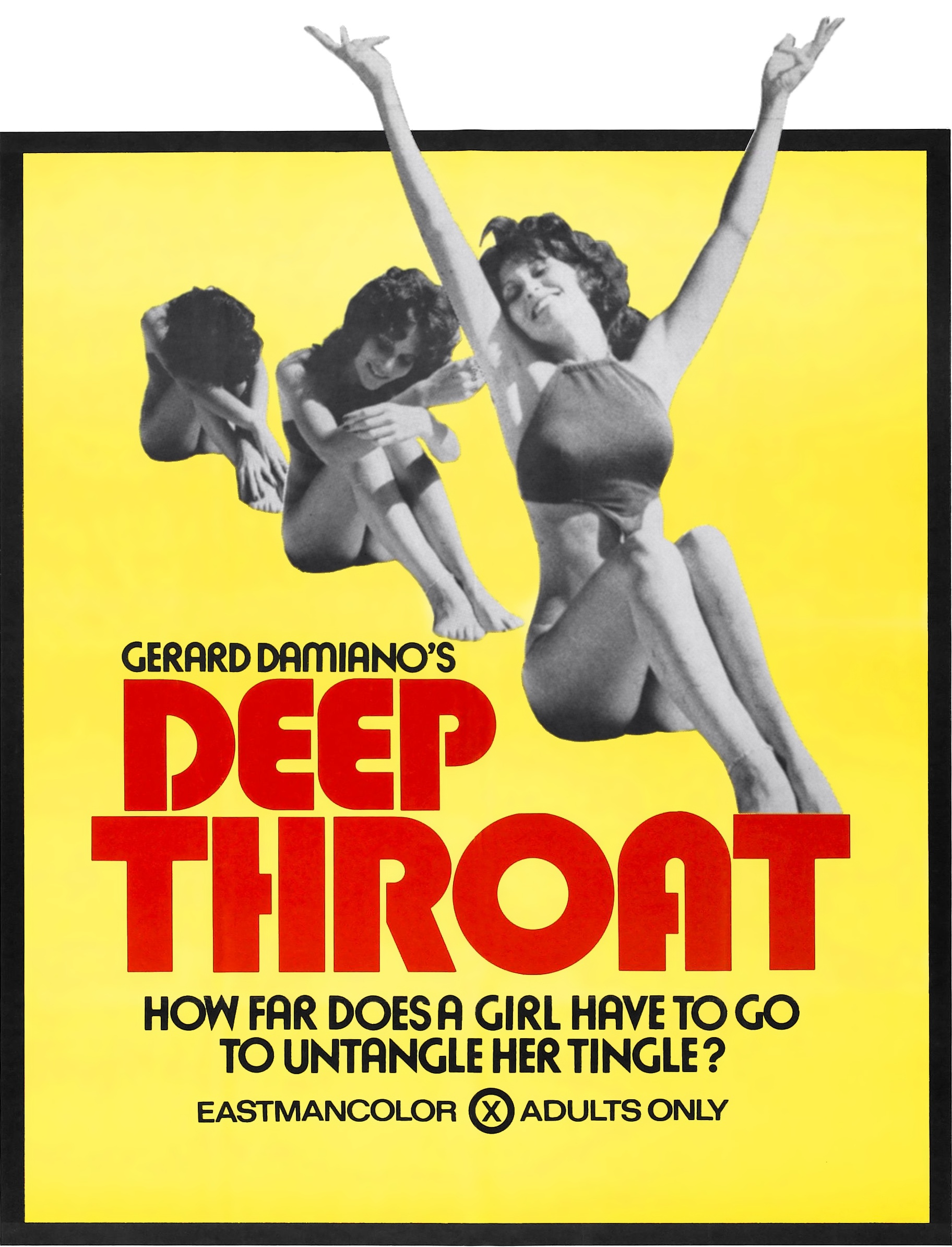
Affiche du film Gorge profonde (1972).

Un film pornographique — aussi appelé film X, film de charme, film pour adultes, film hard ou film rose — est un film à visée érogène contenant des scènes où le rapport sexuel, non simulé, est montré de manière explicite dans le but de provoquer l'excitation sexuelle du spectateur. Les films pornographiques relevant du « porno hard » se distinguent des productions dites « porno soft », terme désignant les films érotiques où le rapport sexuel est simulé. Dans le hard — terme désignant le cinéma pornographique proprement dit — les organes génitaux, dont le pénis en érection, sont directement montrés à l'image, avec de fréquents gros plans, dans des scènes représentant le coït dans son intégralité. La plupart de ces films sont interprétés par des acteurs spécialisés, mais d'autres peuvent au contraire mettre en scène des personnes non professionnelles.
Dans les premiers temps, les films pornographiques sont destinés à des projections personnelles ou à des clubs privés, dans des conditions souvent clandestines. Par la suite, ils sont projetés dans des salles de cinéma spécialisées. À compter des années 1980, les films pornographiques gagnent en visibilité grâce à leur diffusion en cassettes vidéo (puis plus tard en DVD), ainsi que sur certaines chaînes de télévision (généralement sur abonnement ou en vidéo à la demande). La pornographie connaît ensuite une nouvelle révolution avec l'essor d'Internet, qui facilite grandement l'accès à ce type de productions.

## Genre cinématographique
Julien Servois et Linda Williams notent « l'existence d'un lien essentiel entre la pornographie et le cinéma » qui se traduit par une volonté de décomposer les mouvements involontaires du corps humain qui échappent à la perception naturelle afin de les rendre visibles.
Le cinéma pornographique renvoie souvent à des codes de représentation rigides. Il est fréquent que la scène sexuelle se déroule selon un ordre précis qui se traduit typiquement par la pratique d'une fellation (parfois d'un cunnilingus), d'une pénétration vaginale et/ou d'une pénétration anale, et se termine par une éjaculation externe. Les gros plans sur les organes génitaux sont très couramment employés. La grande majorité des films pornographiques n'ont aucune prétention au réalisme : ils dépeignent au contraire un univers relevant du fantasme, où l'activité sexuelle représente l'essentiel de l'action et où les partenaires, féminins ou masculins, sont toujours disponibles et performants, y compris avec de parfaits inconnus.

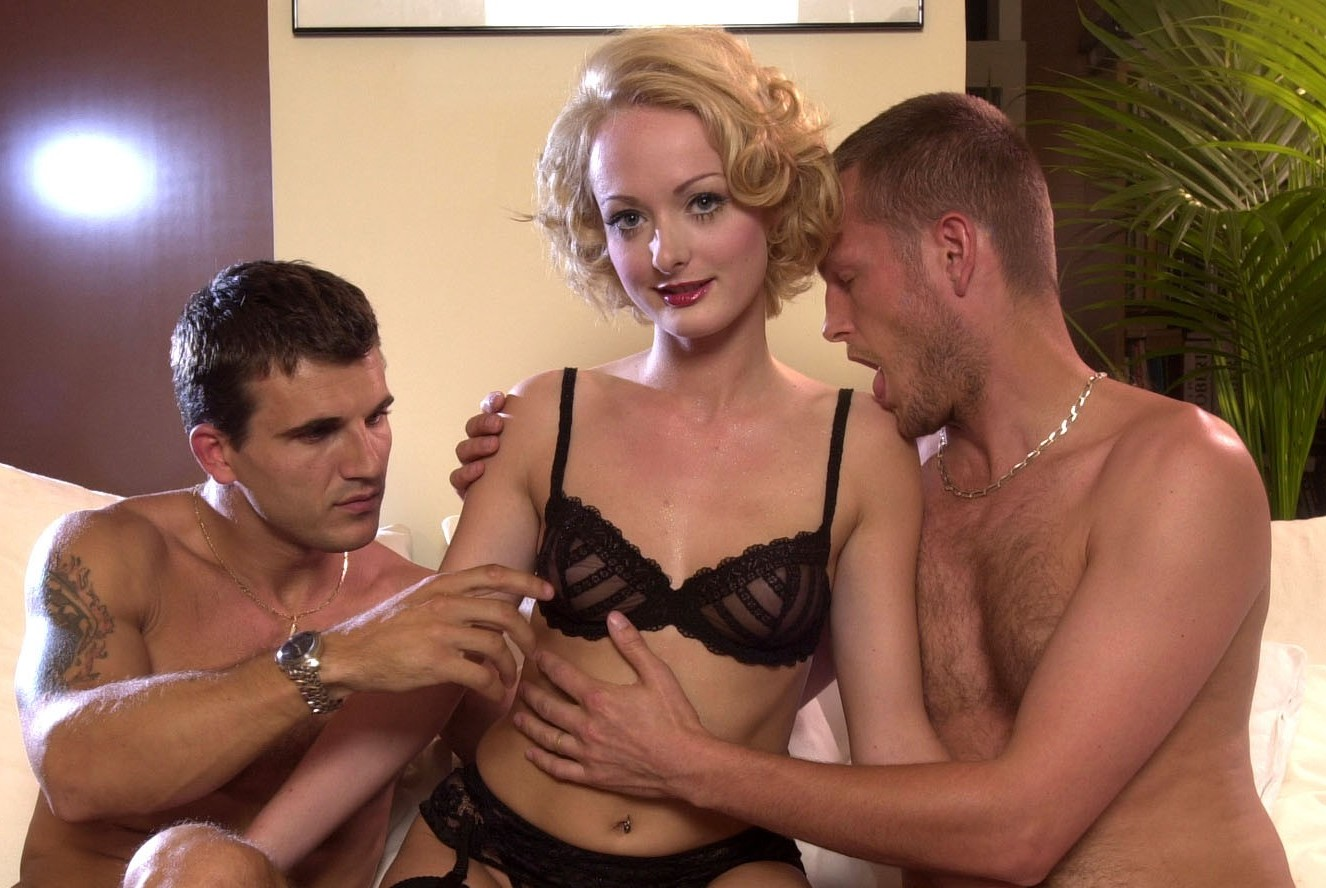
Photo d'un tournage avec les acteurs Sebastian Barrio, Mélissa Lauren et Ian Scott.

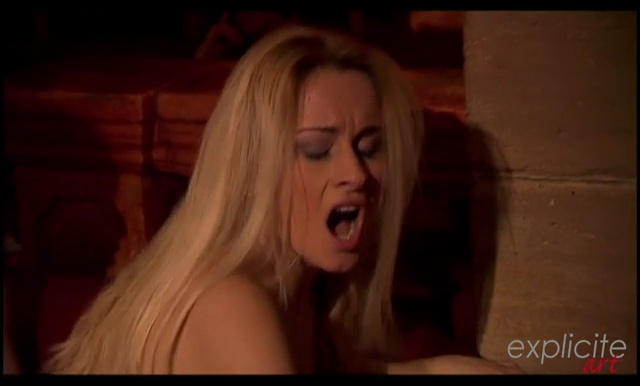
L'actrice Océane dans une scène du film XYZ, de John B. Root (2000).

Le public hétérosexuel masculin constitue la majeure partie du marché, bien que diverses niches existent (pornographie gay, pornographie lesbienne, SM...). L'industrie du cinéma pornographique propose à son public, en fonction des demandes du marché et des législations nationales, toutes les formes de pratiques sexuelles autorisées. La législation varie selon les pays : en France, il est ainsi interdit de réaliser des films nécrophiles ou zoophiles. Les films pornographiques mettant en scène des enfants — dits « pédopornographiques » — sont interdits dans l'ensemble des pays : leur réalisation, comme leur diffusion et leur visionnage, sont des crimes.
Certains films peuvent tourner autour d'un type précis de pratiques, voire d'une seule pratique. Les films hard peuvent avoir un scénario — ou du moins un fil conducteur — plus ou moins élaboré, ou au contraire, à l'image de la pornographie gonzo, consister en une simple suite de scènes sans autre lien entre elles que les interprètes, les équipes techniques ou les pratiques représentées.
Les films sont interprétés par des personnes rémunérées — sauf dans certains cas relevant de la pornographie amateur — et majeures. Les actrices sont choisies en fonction de leur correspondance à des critères de beauté ainsi que de leur capacité à se livrer à telle ou telle pratique sexuelle, la bisexualité (aptitude à tourner aussi bien avec des hommes qu'avec des femmes) étant, pour les femmes, l'une des plus courantes. Depuis les années 1970, la promotion du cinéma X joue beaucoup sur la mise en vedette de certaines actrices : dans les premières années du cinéma pornographique non clandestin, on peut citer Linda Lovelace aux États-Unis ou Claudine Beccarie en France. Ce phénomène de « starisation » va croissant avec le temps, avec l'apparition régulière de nouvelles actrices, à la carrière généralement éphémère : Marilyn Chambers, Teresa Orlowski, Annette Haven, Amber Lynn, Jenna Jameson, Victoria Paris, Brigitte Lahaie, Marilyn Jess, la Cicciolina, Moana Pozzi, Traci Lords, Laure Sainclair, Estelle Desanges, Clara Morgane, Belladonna, Maria Ozawa, Katsuni, Sasha Grey, Asa Akira...
S'agissant des interprètes masculins, l'âge et le physique sont — du moins dans le porno hétérosexuel — des facteurs moins importants que leur capacité à produire une érection ferme et à la maintenir pendant le tournage (avec ou sans l'aide de produits « dopants ») ; ils sont également moins nombreux que leurs collègues féminines, et leur salaire est en moyenne sensiblement inférieur, mais ils ont généralement une carrière longue. Leur rôle étant de servir de substitut au spectateur masculin et de produire un effet d'identification, ils sont généralement moins mis en vedette, la caméra et la promotion des films mettant plutôt l'accent sur leurs partenaires féminines. La starisation peut cependant concerner certaines vedettes masculines, comme les Nord-Américains John C. Holmes et Harry Reems, le Canadien Peter North, l'Italien Rocco Siffredi, ou le Français Manuel Ferrara.

## Histoire

### Des origines à 1969

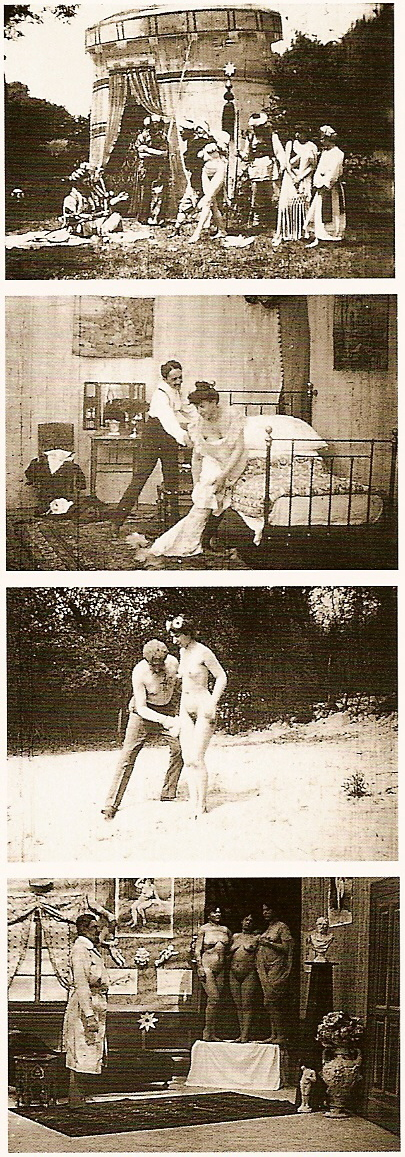
Photographies d'un film érotique autrichien, vers 1906, par le photographe Johann Schwarzer.

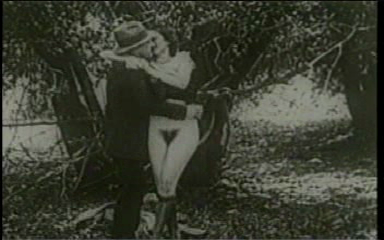
Une image de A Free Ride (1915 ?) l'un des plus anciens films pornographiques produits aux États-Unis d'Amérique.

On relève des films proposant un contenu sexuel parmi les premières œuvres réalisées à la suite de l'invention en 1893 du film cinématographique 35 mm par Thomas Edison et William Kennedy Laurie Dickson, et celle du cinématographe par Louis Lumière qui consacre la vente aux particuliers de caméras argentiques. Le public des frères Lumière était une clientèle aisée et familiale, et toute la production de leur société était visible par tous. En revanche, celui d'Edison, dans ses Kinestoscope Parlors, les ancêtres des salles de cinéma, où les films étaient visionnés individuellement sur des kinétoscopes (Kinetoscope peep show machine) était plus populaire et moins guindé. « Au fond de la salle, un peu à l’écart et moyennant un supplément, certains exemplaires présentaient des bobineaux réservés aux messieurs seuls, où l’on pouvait apprécier des dames qui enlèvent leur robe et osent se présenter, suprême audace à l’époque, en collant et maillot! Tous les autres bobineaux étaient des films visibles par un public familial. »
Le Coucher de la mariée, réalisé par Albert Kirchner en 1896, est considéré comme l'un des tout premiers films à caractère érotique. Les premiers films montrant des rapports sexuels non simulés apparaissent au début du XXe siècle, apparemment en Amérique latine ; la documentation sur ces films est lacunaire et beaucoup ont aujourd'hui disparu. L'exemple le plus ancien, un film — probablement argentin — intitulé El Sartorio, pourrait avoir été tourné en 1907 ou 1908. L'un des tout premiers films français de ce genre, À l'Écu d'or ou la Bonne Auberge, date de la même époque. Le plus ancien film pornographique produit aux États-Unis à avoir été conservé, intitulé A Free Ride, semble avoir été tourné vers 1915. Les réalisateurs comme les interprètes des films pornographiques muets sont anonymes ; le matériel audiovisuel étant alors coûteux et difficilement maniable, les techniciens semblent cependant avoir été des professionnels.
Ces films sont destinés à une consommation à domicile, dans des clubs privés — aux États-Unis, on les surnomme alors les « smokers », car ils sont fréquemment diffusés dans des Gentlemen's club, dont les membres fument pendant les projections — ou dans des maisons closes afin d'émoustiller les clients. Les actrices pourraient, dans un certain nombre de cas, avoir été des prostituées : il a été postulé que ces films étaient réalisés pour l'essentiel par des proxénètes, mais cette thèse semble infondée en raison des coûts de production et des contraintes techniques de l'époque. En théorie illégaux, les films à caractère sexuel sont néanmoins proposés de manière assez transparente, pendant l'entre-deux-guerres, dans les catalogues que des sociétés comme Pathé destinent aux exploitants ; il est néanmoins difficile, faute de pouvoir accéder aujourd'hui à la plupart de ces bandes, de déterminer lesquels étaient de simples films « grivois » proposant uniquement des images de nudité — la majorité semble avoir relevé de cette catégorie — et lesquelles étaient réellement de nature pornographique.
Les films pornographiques après-guerre suivent les innovations techniques du cinéma conventionnel : l'apparition des formats 8 mm puis Super 8 facilite leurs conditions de tournage. De nombreux films d'exploitation, aux États-Unis ou en Europe, proposent des images à caractère sexuel, mais il s'agit alors de films de nature érotique — surnommés « nudies » dans les pays anglo-saxons — et non pornographique, qui se parent souvent d'un prétexte éducatif ou documentaire (notamment les films sur le naturisme). Les véritables films pornographiques sont en général des courts-métrages — surnommés « loops » aux États-Unis — et demeurent alors destinés à une exploitation clandestine. À partir de 1969, leur exploitation est progressivement autorisée dans divers pays — d'abord au Danemark et aux Pays-Bas, puis aux États-Unis — dans des salles de cinéma spécialisées.

### Années 1970
Plusieurs tentatives ont eu lieu aux États-Unis dans les années 1970 pour proscrire la pornographie, mais les tribunaux établissent une distinction entre une personne qui reçoit de l'argent en contrepartie d'un rapport sexuel et la représentation cinématographique ou photographique d'un rapport sexuel.
La première femme à avoir été considérée comme une vedette du X est Linda Lovelace à la suite de sa participation dans le film Gorge profonde (Deep Throat en version originale) de 1972. Le succès de ce film, qui connaît des recettes record, engendre bien d'autres films et de nouvelles vedettes comme Marilyn Chambers (dans Behind the Green Door), Gloria Leonard (dans The Opening of Misty Beethoven), Georgina Spelvin (dans The Devil in Miss Jones), Tina Russell, Leslie Bovee, Sharon Mitchell, Colleen Brennan, Careena Collins, Sharon Kane, Constance Money, Linda Wong, Bambi Woods (dans Debbie Does Dallas).
En France, les vedettes étaient Claudine Beccarie (dans Exhibition, de Jean-François Davy, 1975), Sylvia Bourdon, Brigitte Lahaie, Cathy Stewart, Karine Gambier et Barbara Moose.
Durant la présidence de Georges Pompidou, la pornographie reste interdite, alors que la France connaît une « révolution sexuelle », consécutive à mai 68. Il est néanmoins possible de produire des « polissonneries déshabillées ».[réf. nécessaire] Élu président en 1974, le président Valéry Giscard d'Estaing met fin à la censure des films pornographiques, avant qu'une loi l'année suivante réglemente les films sur le sujet, le classement X.

### Années 1980
La période du début des années 1980 est qualifiée d'« âge d'or de la pornographie ». Aux États-Unis, les principales vedettes féminines de cette époque sont Kay Parker, Seka, Ginger Lynn, Annette Haven, Veronica Hart, Desiree Cousteau, Vanessa del Rio, Savannah, Traci Lords, Nina Hartley et Hyapatia Lee. Parmi les vedettes masculines américaines, minoritaires par rapport aux femmes, on note John C. Holmes, Harry Reems, Jamie Gillis et John Leslie.
Le film Boogie Nights de Paul Thomas Anderson relate cette période, son essor et son déclin.
En France, les stars étaient Marilyn Jess, Olinka Hardiman ou Dominique Saint Claire. À partir de 1985, le cinéma pornographique fait son apparition à la télévision française par le biais de la chaîne cryptée Canal+, qui lui réserve une tranche horaire un samedi par mois à minuit, contribuant à son succès.
À partir de 1980, l'apparition de la cassette vidéo bouleverse l'économie des films pornographiques. Avant cela, quatre distributeurs se partageaient le marché. Par la suite, n'importe quel épicier a pu vendre des cassettes. Cela a entraîné un nouveau mode de consommation, les gens pouvant désormais également posséder et collectionner les films.

### Années 1990
Le développement des technologies de support comme les cassettes vidéo VHS puis le DVD, permit l'accès au grand public des films pornographiques dans le cadre de la vie privée, en quittant le milieu restreint des cinémas X.
On compte parmi les vedettes féminines nord-américaines de cette décennie : Jenna Jameson, Aurora Snow, Asia Carrera, Jill Kelly, Chloe Jones, Heather Hunter, Ashlyn Gere et Racquel Darrian.
C'est aussi l’arrivée des stars venues d'Europe de l'Est comme Silvia Saint, Daniella Rush, Monica Sweetheart, Anita Dark, Lea Martini et Sandra Romain.
Parmi les vedettes du X en France, on peut citer Tabatha Cash, Laure Sainclair, Julia Channel, Rebecca Lord, Yasmine, Dolly Golden, ou la Néerlandaise Zara Whites.
Rocco Siffredi, Ron Jeremy, Lexington Steele, Rodney Moore, Sean Michaels, Ed Powers, Vince Vouyer ou Peter North, font partie des acteurs hétérosexuels les plus connus de la décennie.
Les vedettes masculines françaises apparues à cette époque sont Titof, Sebastian Barrio, HPG, Philippe Dean et Ian Scott.
La capacité de production commençant à saturer le marché du film pornographique, les productions évoluèrent durant cette décennie vers des pratiques jusqu'ici plus confidentielles voire considérées comme « extrêmes », comme la sodomie, le BDSM, les pénétrations multiples, etc. Certaines de ces pratiques furent incorporées aux films pornographiques plus conventionnels. D'autres studios se sont tournés vers un système à longue traîne, se spécialisant dans la réalisation de fantasmes plus spécifiques et ne touchant qu'un nombre limité d'amateurs, mais en diversifiant leur offre afin d'occuper ces niches commerciales. Le porno japonais s’est ainsi spécialisé dans ce type de marché, proposant aux consommateurs de signaler les fantasmes qui les intéressent, le studio réalisant les films ensuite.

### Années 2000-2010
L'essor d'Internet et du World Wide Web va changer la donne. Les films pornographiques peuvent désormais être téléchargés illégalement, et parallèlement les sociétés de production adoptent la vidéo à la demande (VOD) comme mode de distribution. Tout cela donne accès à un plus large public international. Les actrices X sont rapidement propulsées au rang de « starlettes » par le Web. Les amateurs peuvent aussi s'exhiber avec leur webcam. Mais les actrices nord-américaines dominent toujours le marché : Belladonna, Jenna Haze, Tory Lane, Brooke Haven, Sasha Grey, Stoya ou Asa Akira. De nouvelles vedettes masculines apparaissent également, comme James Deen.
Parmi les principales actrices françaises apparues dans les années 2000, on compte Clara Morgane, Estelle Desanges, Katsuni — qui s'expatrie aux États-Unis au milieu de la décennie —, Nina Roberts, Mélissa Lauren ou Liza Del Sierra. Ovidie, apparue à la fin des années 1990, passe quant à elle à la réalisation. Du côté des hommes, Sebastian Barrio se démarque tandis que Manuel Ferrara, devenu une vedette au cours des années 2000, poursuit sa carrière aux États-Unis.
En 2005, avec Pirates, des films pornographiques d'un nouveau genre commencent à faire leur apparition, se rapprochant plus du cinéma traditionnel (ou le parodiant ouvertement) avec un scénario travaillé, des costumes, et même des effets spéciaux. En 2008, ce film connait une suite, Pirates II, La vengeance de Stagnetti, qui réunit ce qui est alors le plus gros budget de l'histoire du cinéma X.
À partir de 2006, le développement de la pornographie sur Internet — conjugué au déclin du marché du DVD — conduit cependant à un changement profond de l'industrie du cinéma pornographique. L'apparition des « tubes » — des sites web conçus sur le modèle de YouTube, parmi lesquels YouPorn, Pornhub ou xHamster, qui proposent la diffusion gratuite en streaming de séquences pornographiques, mêlant des vidéos d'amateurs et des extraits de productions professionnelles piratées — a contraint les sociétés de production à revoir radicalement leur modèle économique. Beaucoup ont dû cesser leur activité ou revoir leurs budgets de production à la baisse, et le groupe international MindGeek (anciennement Manwin), propriétaire de plusieurs des principaux « tubes » dont PornHub et YouPorn, a progressivement racheté de nombreuses entreprises survivantes, s'assurant dans les années 2010 une situation de quasi-monopole dans l'industrie pornographique sur le continent nord-américain en contrôlant toute la chaîne de distribution,. Cette évolution s'est accompagnée d'une dégradation, voire d'une précarisation des conditions de travail pour les professionnels du cinéma pornographique,.
Durant l'année 2008, la chaîne Canal+ a commencé à produire la série de films X femmes, des films destinés à un public plutôt féminin.

## Industrie pour adultes

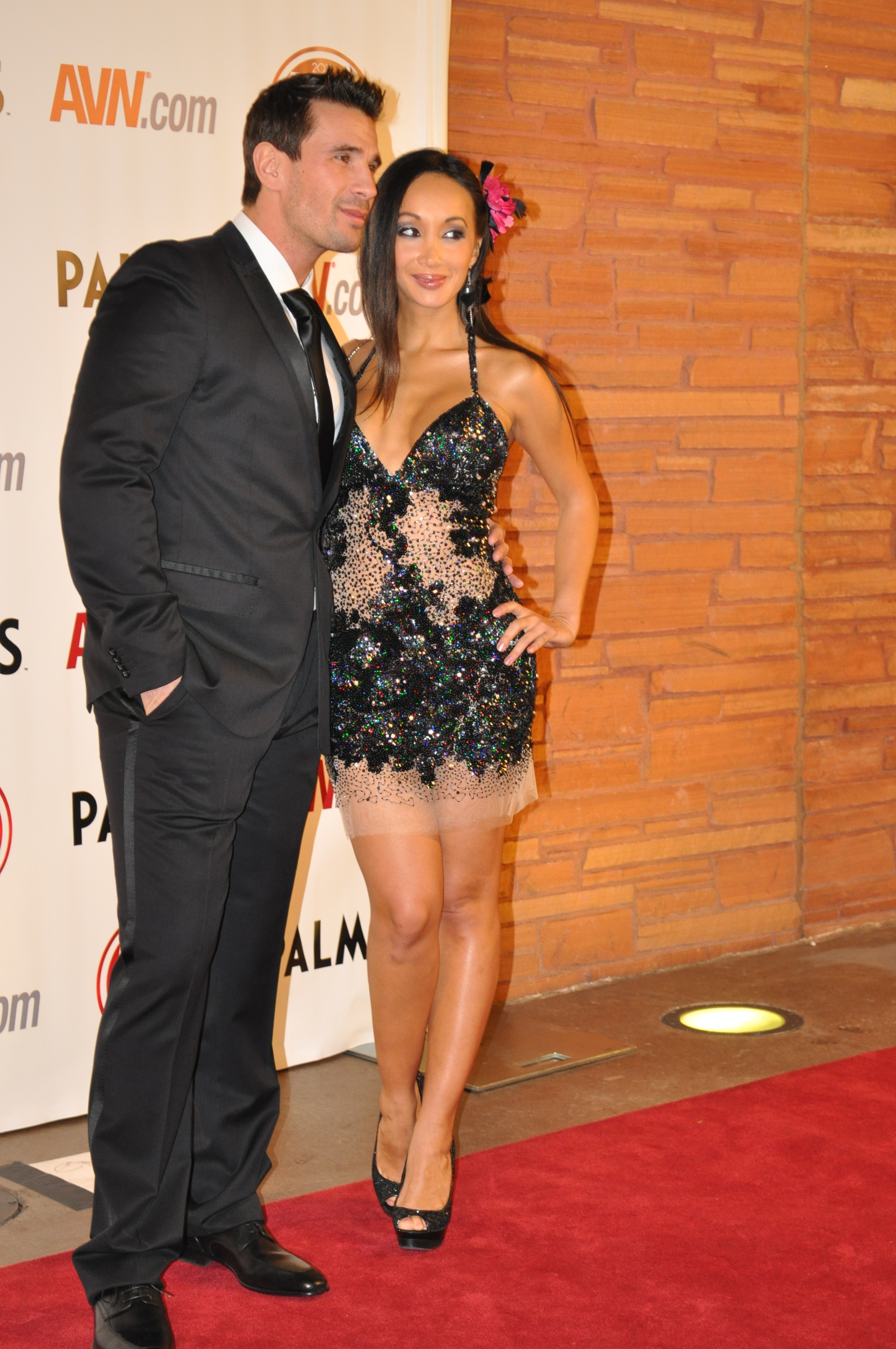
Manuel Ferrara et Katsuni, deux acteurs pornographiques français expatriés aux États-Unis, en 2011 lors de la cérémonie des AVN Awards à Las Vegas.

L'industrie mondiale du film pornographique est dominée par les États-Unis. Avec la zone de la vallée de San Fernando — surnommée la « Porn Valley », du fait des nombreux studios qu'elle héberge — la Californie est au cœur de cette industrie. En Europe, la Hongrie est devenue dans les années 1990 l'un des principaux centres de production, de nombreux tournages se déroulant à Budapest,.

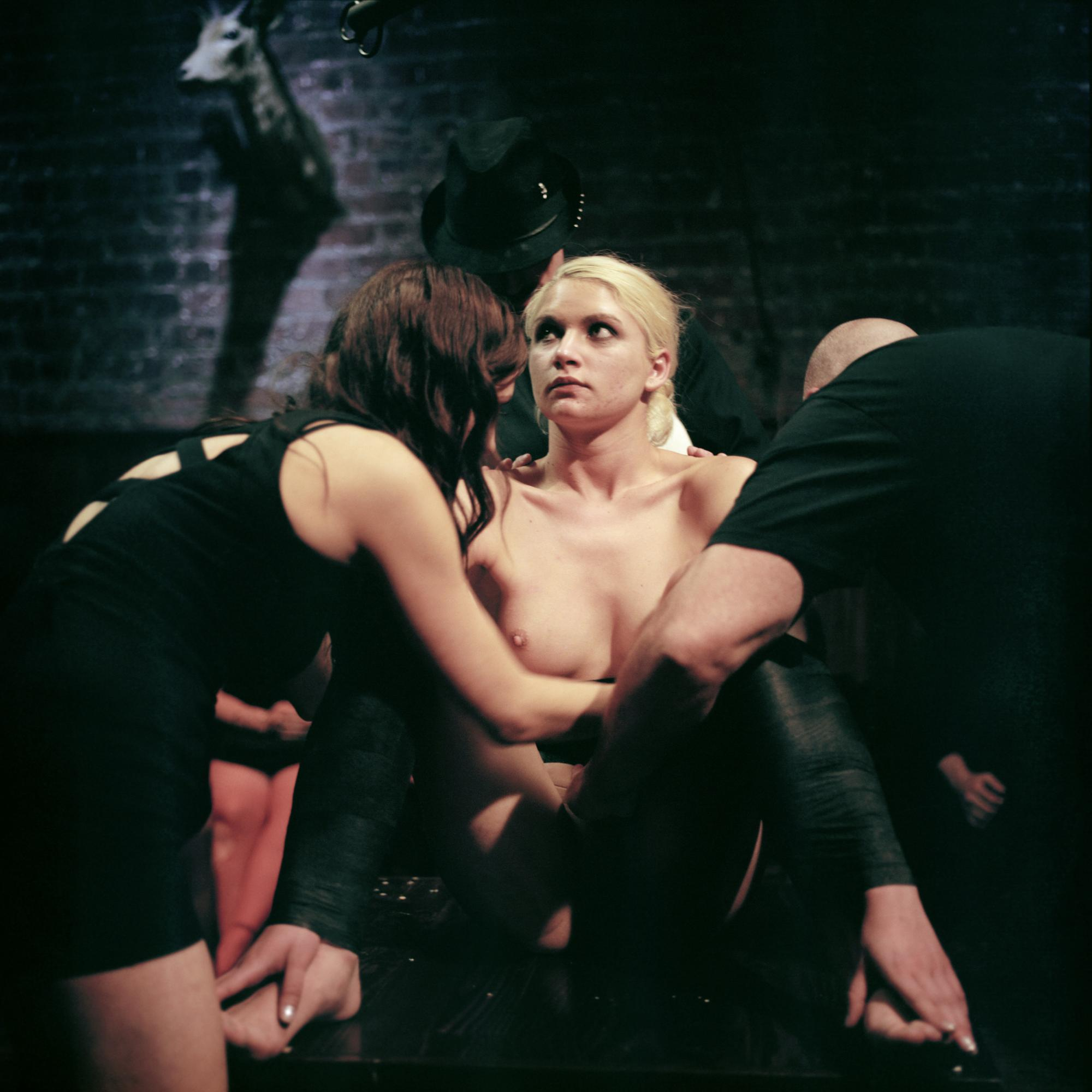
Préparation du tournage d'une scène pour le studio américain Kink.com avec les acteurs Princess Donna, Natasha Lyn et Mark Davis.

### Industrie des films pornographiques en France
Pour le cinéma français, de tels films ont longtemps été soumis à la censure. Le relâchement de la censure cinématographique après l'élection de Valéry Giscard d'Estaing entraîne, en 1974-1975, la distribution d'une vague de films pornographiques, ce qui a pour conséquence l'adoption en 1975 de la loi sur le classement X. Aujourd'hui, la classification X est adoptée volontairement par les producteurs de certains films[réf. nécessaire] Toutefois, certains films peuvent être interdits aux moins de 18 ans. Les interdictions d'un film à certains publics sont réalisées par la commission d'exploitation dépendant du ministère de la Culture et peuvent avoir des conséquences importantes sur la viabilité économique du film. L'appellation « X » viendrait du fait que l'on barrait autrefois de croix les affiches des films censurés. Elle est devenue une convention internationale[réf. nécessaire]
Toutes les prises de vues des films pornographiques contemporains sont effectuées en vidéo numérique, et leur exploitation se fait uniquement par la vente de celles-ci sous la forme de DVD / Blu-Ray, par la télévision et par internet, et non plus par exploitation en salle. (Il subsiste néanmoins une salle consacrée au cinéma X dans la région de Reims[Laquelle ?] ainsi qu'une à Metz, « Le Royal ».). La dernière salle parisienne, le Beverley, a fermé ses portes le 23 février 2019. À ce titre, ces œuvres ne sont plus soumises à la législation du cinéma, mais à celle du multimédia. Les seules obligations en sont donc le dépôt légal, et l'application de mesures visant à en empêcher l'accès aux mineurs.
Des personnes du milieu de la pornographie et des collaborateurs hors du monde de la pornographie éditent une charte signée par les sociétés de productions qui s'engagent à respecter une certaine déontologie.

#### Films autorisés à la distribution en France
Films autorisés à la vente et à la location :
- Films hétérosexuels, professionnel ou amateur, avec scénarios
- Films homosexuels, professionnel ou amateur, avec scénarios

Ces catégories peuvent être déclinées chacune selon des pratiques sexuelles (fellation, sodomie, gang bang, fist-fucking, etc) ou encore des spécialités (fétichisme, sadomasochisme, gérontophilie, urophilie, etc).
Cependant de nombreux films sont multicritères, ainsi de nombreux films qualifiés de films hétérosexuels incorporent des scènes homosexuelles mais uniquement féminines. Les films impliquant des personnes transgenres sont souvent classés en catégorie gay ou lesbien.

##### Films autorisés à la télédiffusion
En France la diffusion de films à caractère pornographique est autorisée uniquement entre minuit et cinq heures du matin, sur des chaînes payantes (abonnement en double cryptage ou Pay-per-view) avec de nombreuses restrictions par rapport aux films autorisés à la vente et à la location.

###### Films autorisés sur chaîne à abonnement
Les films doivent avoir un scénario, lequel ne doit pas comporter de scènes de viol ou d'inceste. Ils ne peuvent pas se référer aux déclinaisons des pratiques ou des spécialités[précision nécessaire].
Concrètement, les chaînes n'ont pas utilisé pleinement cette semi-liberté ; ainsi l'homosexualité masculine, avant l'apparition de la chaîne Pink TV, était absente (hors événement exceptionnel type Gay Pride ou le film mensuel de la chaîne XXL), tandis que l'homosexualité féminine est très présente dans le porno à destination d'un public hétérosexuel. Enfin, le choix des films privilégie les acteurs et actrices jeunes et en bonne santé (pas de handicap physique, actrice de moins de 35 ans, pas de femmes enceintes…).[réf. nécessaire]

###### Films autorisés en Pay-per-view
Tous les films autorisés à la vente, avec comme restriction l'absence de scène de viol ou d'inceste et les déclinaisons de spécialité[précision nécessaire].

### Industrie des films pornographiques au Canada
Le cinéma L'Amour, à Montréal (Québec), est l'un des derniers cinémas pornographiques d'Amérique du Nord. Selon Luc Bourdon, la vocation du cinéma est plutôt un lieu de rencontre et d'échange, comme le démontrent les salles privées du cinéma.

## Pornographie dans les films non classés X
Divers films comportent des rapports sexuels non simulés, sans être pour autant classés comme pornographiques.
- L'Empire des sens du Japonais Nagisa Ōshima (1976), l'un des exemples les plus connus de ce type de film, présente diverses scènes de rapport sexuel non simulé, notamment entre les acteurs principaux Eiko Matsuda et Tatsuya Fuji.
- L'un des tout premiers films non destinés à être diffusés dans le circuit du cinéma pornographique mais contenant des scènes explicites fut le film canadien L'Ange et la Femme (1978) – scènes de fellation, de pénétration et d'éjaculation faciale avec Carole Laure et Lewis FureyInterprétation abusive ?. La scène a été censurée dans une version ultérieure[21],[22].
- Caligula de Tinto Brass est un film de 1979, classé comme traditionnel, retraçant le règne de Caligula, empereur de 37 à 41 apr. J.-C., agrémenté de scènes pornographiques rajoutées au montage (pour une version longue de 3 heures) contre l'avis du réalisateur.
- Spetters (1980) de Paul Verhoeven montre explicitement une fellation.
- Le premier film à large diffusion montrant explicitement une fellation hétérosexuelle est Le Diable au corps de Marco Bellocchio, adaptation modernisée du roman éponyme de Raymond Radiguet, sortie en 1986.
- Les Idiots (1998) de Lars von Trier contient de la nudité et une courte scène de sexe de groupe avec pénétration non simulée.
- Romance (1999) de Catherine Breillat présente également des scènes sexuelles explicites avec des acteurs « traditionnels » tels que Sagamore Stévenin et Caroline Ducey, mais aussi Rocco Siffredi, vedette du cinéma pornographique.
- Baise-moi de Virginie Despentes défraye la chronique lors de sa sortie en 2000 de par le caractère explicite de toutes les scènes sexuelles (non simulées et impliquant deux actrices spécialisées dans la pornographie), et de par sa violence. La question de savoir s'il s'agit d'un film pornographique suscite le débat. Un temps classé X, le film est finalement distribué sans ce classement mais néanmoins frappé d'une interdiction aux moins de 18 ans[23].

## Emploi (ou refus) du préservatif

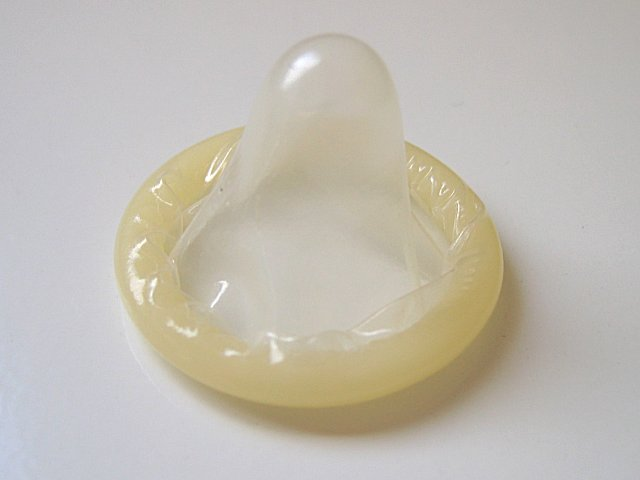
Préservatif masculin.

Les films pornographiques représentent traditionnellement des rapports non protégés. Avec l'apparition du SIDA, l'usage du préservatif s'est répandu et les films pornographiques gay ont été les premiers à adopter majoritairement l'usage du préservatif. Toutefois, et jusqu'à maintenant, très peu de productions de films pornographiques hétérosexuels ont adhéré à cette politique de préservation de la santé publique.[réf. nécessaire]
Avec l'apparition à la fin des années 1990 du relapse dans le milieu gay, phénomène caractérisé par l'abandon du préservatif dans les relations sexuelles (à la fois dans le but de maximiser le plaisir et par bravade vis-à-vis d'un « ordre moral » représenté par les apôtres du « safe-sex » qui remettrait en cause l'idée même de liberté sexuelle), favorisé par les publications d'auteurs comme Guillaume Dustan ou Érik Rémès prônant ouvertement le « barebacking » (« chevauchée sauvage », ou plus littéralement « cul à cru »), est apparue sous cette même dénomination une nouvelle catégorie de films pornographiques présentant des rapports sexuels non protégés entre hommes consentants. Ces films, censés libérer l'imaginaire des spectateurs qui les trouveraient plus excitants, connaissent un grand succès et représentent à présent plus de 25 % du marché pornographique en France, alors que pendant près de 20 ans ils n'étaient qu'une production très marginale[réf. nécessaire].
Les associations de prévention et de lutte contre le SIDA ont essayé de lutter contre ces productions, tentant même en vain de les faire interdire. Ce phénomène se répand de plus en plus, même si les studios précisent que leurs acteurs sont ou bien tous séropositifs, ou bien tous séronégatifs et régulièrement testés, et mettent systématiquement en préambule de leur film un message d'avertissement sur les dangers du SIDA. Dans les faits, d'une part, il existe toujours un délai d'incubation de la maladie pendant laquelle la personne infectée parait séronégative, et d'autre part, la surinfection d'un individu séropositif par un partenaire séropositif complique la prise en charge médicale et réduit l'espérance de vie.[réf. nécessaire]

## Critiques
Il y a de nombreuses critiques des conditions de «travail» du monde du porno, entre viols, désespérance et misère.